# 6 Kings Slam
El 6 Kings Slam fue un torneo de exhibición de tenis que se celebró en Riad, Arabia Saudita, durante la Riyadh Season. Tuvo lugar entre el 16 y el 19 de octubre de 2024.
Los seis "reyes" que encabezaron este evento fueron Novak Djokovic, Rafael Nadal, Jannik Sinner, Carlos Alcaraz, Daniil Medvédev y Holger Rune. Dado que no se trata de un evento sancionado por la ATP, los jugadores no obtuvieron puntos de clasificación. Cada uno de los seis participantes tenían garantizado un premio mínimo de $1 500 000 USD, y el ganador se llevó a casa el premio más grande de la historia del tenis: $6 000 000 USD, casi el doble del premio en metálico que recibe un campeón de un Grand Slam ($3,8 millones USD).
El evento se llevó a cabo en el Kingdom Arena, donde se construyó un estadio de 8 000 asientos construido específicamente para el torneo llamado "The Venue".

## Cuadro
| - Q = Clasificado/a (Qualifier) - WC = Invitación (Wild Card) - LL = Perdedor/a afortunado/a (Lucky Loser) - Alt = Suplente (Alternate) | - SE = Exención especial (Special Exempt) - PR = Ranking protegido (Protected Ranking) - s = Partido suspendido (Suspended) | - r = Retirado/a (Retired) - w/o = No presentación (Walkover) - d = Descalificado/a (Defaulted) |

|  | Cuartos de final | Cuartos de final | Cuartos de final | Cuartos de final | Cuartos de final |                |   | Semifinales | Semifinales | Semifinales   | Semifinales | Semifinales    |              |              | Final        | Final        | Final | Final | Final |  |
|  |                  |                  |                  |                  |                  |                |   |             |             |               |             |                |              |              |              |              |       |       |       |  |
|  |                  |                  |                  |                  |                  |                |   |             |             |               |             |                |              |              |              |              |       |       |       |  |
|  |                  | Novak Djokovic   |                  |                  |                  |                |   |             |             |               |             |                |              |              |              |              |       |       |       |  |
|  |                  |                  |                  |                  |                  |                |   |             |             |               |             |                |              |              |              |              |       |       |       |  |
|  |                  | BYE              |                  |                  |                  |                |   |             |             |               |             |                |              |              |              |              |       |       |       |  |
|  |                  |                  | Novak Djokovic   | 2                | 7                | 4              |   |             |             |               |             |                |              |              |              |              |       |       |       |  |
|  |                  |                  |                  |                  |                  | 4              |   |             |             |               |             |                |              |              |              |              |       |       |       |  |
|  |                  |                  |                  | Jannik Sinner    | 6                | 6              | 6 |             |             |               |             |                |              |              |              |              |       |       |       |  |
|  |                  | Daniil Medvédev  | 0                | Jannik Sinner    | 6                | 6              | 6 | 3           |             |               |             |                |              |              |              |              |       |       |       |  |
|  |                  |                  |                  |                  |                  |                |   | 3           |             |               |             |                |              |              |              |              |       |       |       |  |
|  |                  | Jannik Sinner    | 6                | 6                |                  |                |   |             |             |               |             |                |              |              |              |              |       |       |       |  |
|  |                  |                  |                  |                  |                  |                |   |             |             | Jannik Sinner | 6           | 6              | 6            |              |              |              |       |       |       |  |
|  |                  |                  |                  |                  |                  |                |   |             |             |               |             |                | 6            |              |              |              |       |       |       |  |
|  |                  |                  |                  | Carlos Alcaraz   | 7                | 3              | 3 |             |             |               |             |                |              |              |              |              |       |       |       |  |
|  |                  | Holger Rune      | 4                | Carlos Alcaraz   | 7                | 3              | 3 | 2           |             |               |             |                |              |              |              |              |       |       |       |  |
|  |                  |                  |                  |                  |                  |                |   | 2           |             |               |             |                |              |              |              |              |       |       |       |  |
|  |                  | Carlos Alcaraz   | 6                | 6                |                  |                |   |             |             |               |             |                |              |              |              |              |       |       |       |  |
|  |                  | Carlos Alcaraz   | 6                | 6                |                  | Carlos Alcaraz | 6 | 6           |             |               |             | Tercer lugar   | Tercer lugar | Tercer lugar | Tercer lugar | Tercer lugar |       |       |       |  |
|  |                  |                  |                  |                  |                  | Carlos Alcaraz | 6 | 6           |             |               |             | Tercer lugar   | Tercer lugar | Tercer lugar | Tercer lugar | Tercer lugar |       |       |       |  |
|  |                  |                  |                  | Rafael Nadal     | 3                | 3              |   |             |             |               |             |                |              |              |              |              |       |       |       |  |
|  |                  | BYE              |                  | Rafael Nadal     | 3                | 3              |   |             |             |               |             | Novak Djokovic | 6            | 7            |              |              |       |       |       |  |
|  |                  |                  |                  |                  |                  |                |   |             |             |               |             | Novak Djokovic | 6            | 7            |              |              |       |       |       |  |
|  |                  | Rafael Nadal     |                  |                  |                  |                |   |             |             |               |             |                |              |              |              | Rafael Nadal | 2     | 6     |       |  |
|  |                  |                  |                  |                  |                  |                |   |             |             |               |             |                |              |              |              | Rafael Nadal | 2     | 6     |       |  |
|  |                  |                  |                  |                  |                  |                |   |             |             |               |             |                |              |              |              |              |       |       |       |  |